# Schellenbergtunnel
Der Schellenbergtunnel (auch Tunnel Schellenberg) ist ein Eisenbahntunnel der Schnellfahrstrecke Nürnberg–Ingolstadt unter dem 494 m hohen Schellenberg bei Kinding. Mit einer Länge von 650 m (Strecken-km 57,840 bis 58,490) ist er der kürzeste der neun Tunnel der Strecke.
Die Röhre nimmt zwei Gleise in Fester Fahrbahn auf, die mit 300 km/h befahren werden können. Die Gradiente fällt in Richtung Süden leicht ab.
Unmittelbar südlich schließt sich der Bahnhof Kinding im Altmühltal an, direkt gefolgt vom 7,2 km langen Irlahülltunnel. In nördlicher Richtung verläuft die Strecke im Tal der Anlauter für einige hundert Meter im Freien, bevor sie in den 7,7 km langen Euerwangtunnel, die längste Röhre der Trasse, eintaucht.
Da der Bahnhof Kinding nur knapp zwischen Schellenberg- und Irlahülltunnel untergebracht werden konnte, musste eine Überleitstelle des Bahnhofs (vier Weichen) im Berg installiert werden.
Aufgrund seiner geringen Länge ist er die einzige Röhre der Strecke, bei der kein Notausgang errichtet werden musste. Eine Sicherheitsbeleuchtung – erforderlich ab 500 Metern Länge – ist hingegen vorhanden.
Über das Südportal führt eine Straße und ein Fahrradweg.

## Geschichte

### Hintergrund
In der Ingolstadt-Variante der Neubaustrecke war bereits um 1985 ein Tunnel durch den Schellenberg vorgesehen.
In einem vertraulichen Gutachten des Bayerischen Landesamtes für Umweltschutz zum Vergleich der Ingolstadt- und Augsburg-Variante sprach sich die Behörde Mitte 1990 unter anderem aufgrund schwerwiegender Eingriffe in das Anlautertal gegen die Ingolstadt-Variante aus. Für den Tunnel war eine Länge von 650 m vorgesehen (km 57,7 bis 58,3).

### Planung
Mitte 1994 lag die geplante Länge bei 660 m. Bereits 1999 war das Bauwerk mit der später realisierten Länge von 650 m geplant.
Das Bauwerk war Teil des Planfeststellungsabschnitts 52 der Neubaustrecke sowie des Loses Mitte.

### Bau
Der einröhrige Tunnel wurde nach der Neuen Österreichischen Tunnelbauweise bergmännisch errichtet. Der Vortrieb erfolgte ausschließlich vom Südportal Richtung Norden, zwischen Ende April und Mitte Dezember 2000. Die Innenschale wurde zwischen April und Dezember 2001 hergestellt.
Der Tunnel gehörte zum Baulos Mitte der Neubaustrecke, mit dem die Hochtief AG (München) beauftragt war.

## Bilder

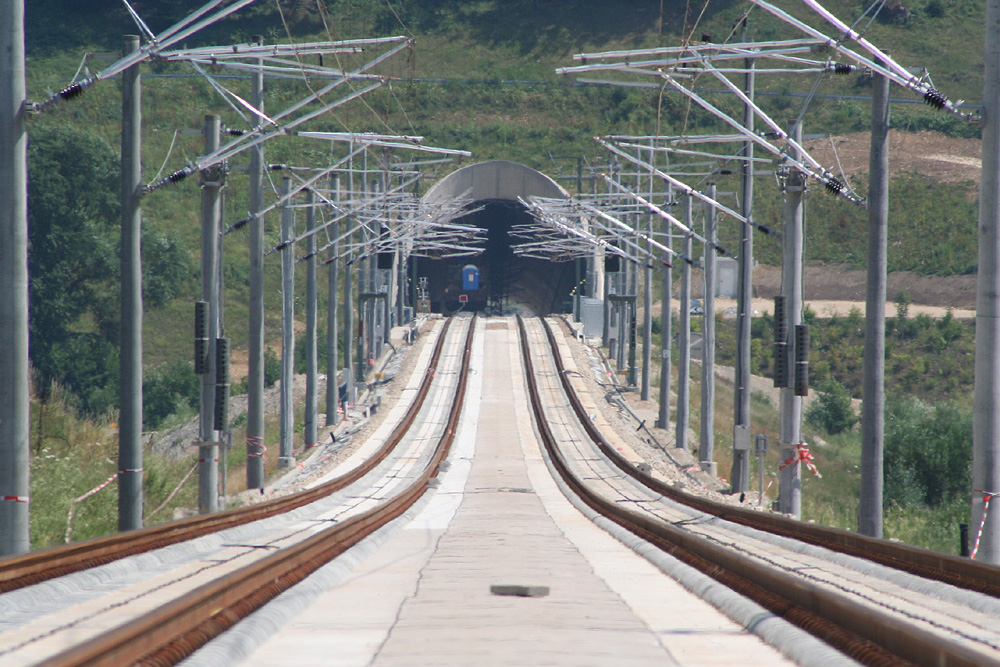
Blick auf das Nordportal während der Bauphase
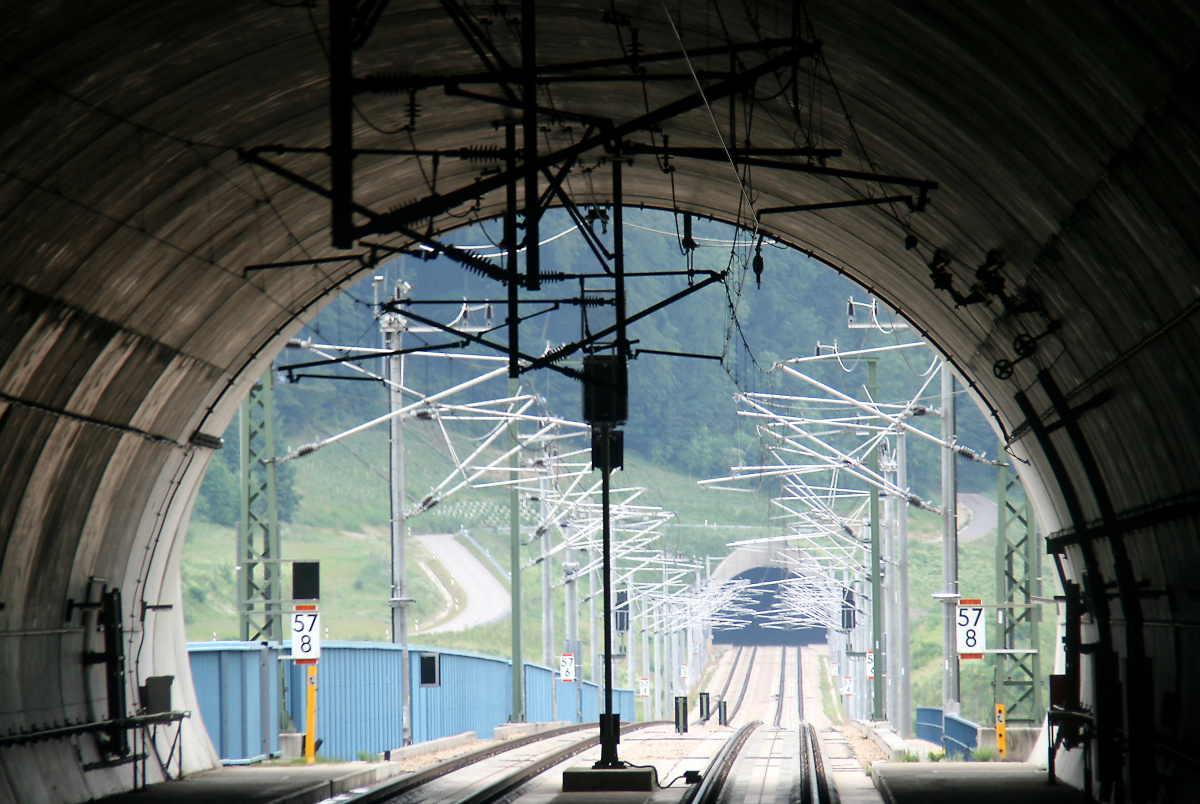
Blick aus dem Nordportal. Im Hintergrund ist das Südportal des Euerwangtunnels zu erkennen.
- Eine Doppeltraktion ICE 3 fährt mit 300 km/h in den Schellenberg-Tunnel ein.
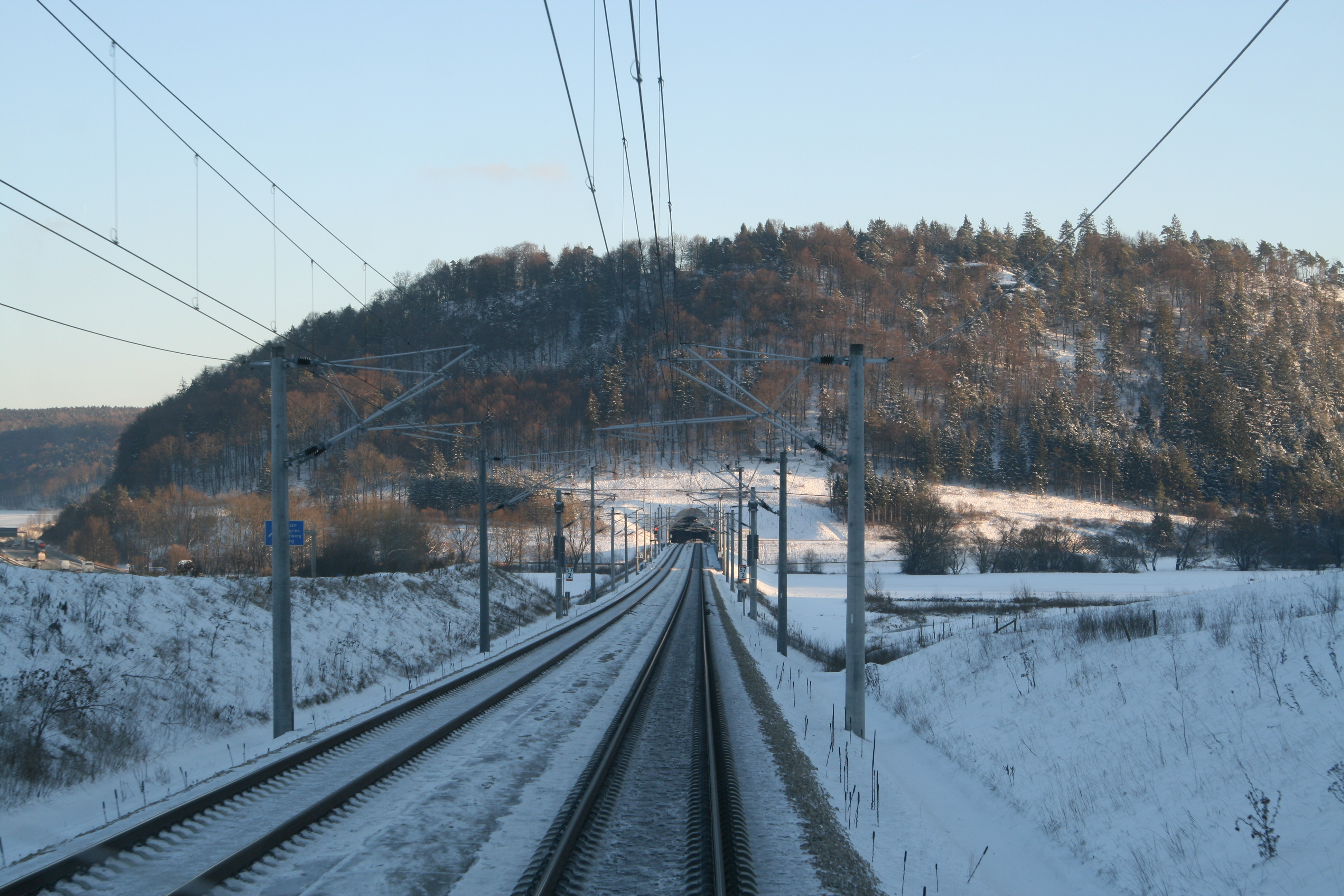
Blick von Norden auf den Schellenberg mit Tunnelportal